# Acihasta salebrosa
Acihasta salebrosa is een hooiwagen uit de familie Monoscutidae. De wetenschappelijke naam van Acihasta salebrosa gaat  terug op Forster.